# Titov (månkrater)
För andra betydelser, se Titov.
Titov är en 29 kilometer stor nedslagskrater på månens baksida. Titov har fått sitt namn efter den sovjetiska kosmonauten German Titov.

## Satellitkratrar
| Titov | Latitud | Longitud | Diameter |
| ----- | ------- | -------- | -------- |
| E     | 29.1° N | 153.9° Ö | 22 km    |